# کلمه سخت
کلمه سخت (به انگلیسی: The Hard Word) فیلمی محصول سال ۲۰۰۲ و به کارگردانی اسکات رابرتس است. در این فیلم بازیگرانی همچون گای پیرس، ریچل گریفیتس، روبرت تیلور و جوئل اجرتون ایفای نقش کرده‌اند.